# Kościół św. Ducha w Pobiedziskach
Kościół Świętego Ducha w Pobiedziskach – rzymskokatolicki kościół parafialny w Pobiedziskach, w powiecie poznańskim, w województwie wielkopolskim. Należy do dekanatu pobiedziskiego. Mieści się przy ulicy Władysława Jagiełły.

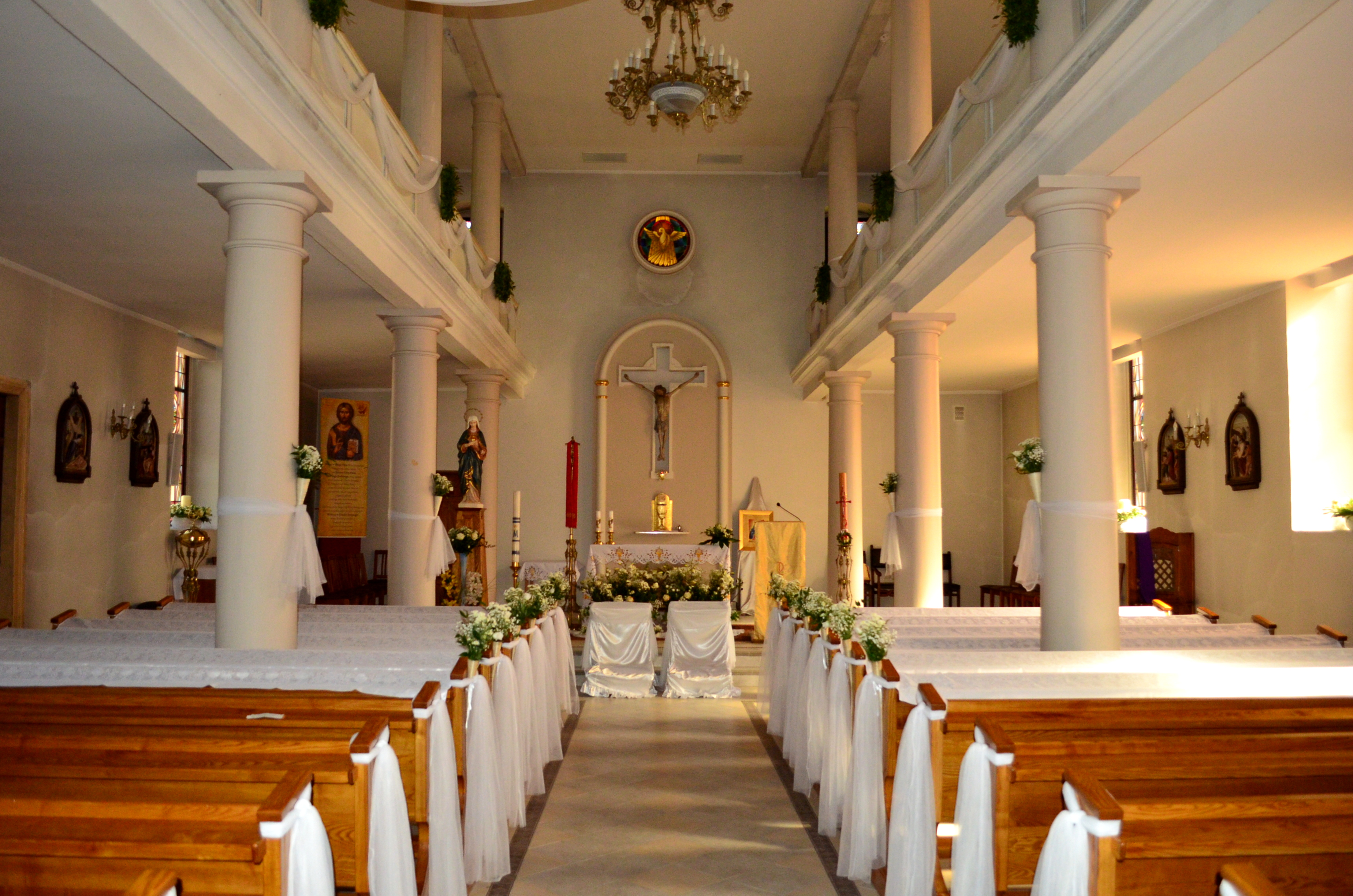
Wnętrze świątyni

Został wybudowany w stylu klasycystycznym w 1 połowie XIX wieku przez gminę ewangelicką. W 1945 roku został przekazany katolickiej parafii św. Michała Archanioła. Od tego czasu był jej kościołem filialnym. Od 19 czerwca 2004 stanowi samodzielny kościół parafialny. Wewnątrz budowli znajdują się podparty kolumnami chór muzyczny oraz współczesny ołtarz główny.